# 6408 Saijo
A 6408 Saijo (ideiglenes jelöléssel 1992 UT5) a Naprendszer kisbolygóövében található aszteroida. Endate, K.,  Vatanabe Kazuró fedezte fel 1992. október 28-án.